# Blaise Compaoré
Blaise Compaoré (n. 3 februarie 1951, Ouagadougou, French Upper Volta⁠(d)) este un politician din Burkina Faso care a fost președinte al statului începând cu anul 1987 și până în anul 2014 când a fost înlăturat de la putere. El a urcat la putere printr-o lovitură de stat în 1987 și a trebuit să părăsească puterea și țara în 2014 în urma unei revolte populare împotriva politicii sale și a încercării sale repetate de a rămâne la cârma țării. În continuare, după o perioadă de instabilitate, țara se află într-un proces delicat de democratizare.
El este fondatorul principalului partid politic din țară - Congresul pentru democrație și progres. A mai fost implicat în uciderea lui Thomas Sankara, președintele anterior al țării, la lovitura de stat din 1987. A fost ales președinte în 1991, în niște alegeri boicotate de opoziție. Ulterior, a fost reales de trei ori, în 1998, 2005 și 2010.
În august 2021, procurorul Înaltei Curți de Justiție anunță că va începe procesul membrilor guvernului suspectați că ar fi jucat un rol în suprimarea insurgenței din 2014. Blaise Compaoré ar putea fi din nou chemat să răspundă la întrebările judecătorilor.

## Legături externe
- Președintele Burkinei Faso, forțat să demisioneze Arhivat în 5 martie 2016, la Wayback Machine., 31 octombrie 2014